# Cameroneta
Cameroneta longiradix es una especie de araña araneomorfa de la familia Linyphiidae. Es el único miembro del género monotípico Cameroneta.

## Distribución
Es un endemismo de Camerún. 